# AppStream
AppStreamは、主要なLinuxベンダー（レッドハット、カノニカル、SUSE、Debian、Mandrivaなど）による合意であり、Linux上のアプリケーションインストーラーのためのインフラストラクチャおよびメタデータの共有を目的としている。
この取り組みは、2011年1月19日から21日の間に開始された。
本プロジェクトは自らを「ディストリビューションを超えた協力による取り組みであり、統一されたソフトウェアメタデータデータベースおよび中央集権型のOCS（Open Collaboration Services）ユーザー提供コンテンツデータベースの構築を目的としており、これにより最高のユーザー体験を提供する」と述べている。
バージョン0.6のリリースにより、プロジェクトの範囲はフォント、コーデック、インプットメソッド、汎用ライブラリなど、他のソフトウェアコンポーネントのメタデータを含むように拡張された。これにより、アプリケーションはディストリビューションに依存しない方法で利用可能なソフトウェアに関する情報を照会できるようになる。このことはソフトウェアセンターに表示されるデータの質を高めるだけでなく、Listallerのようなサードパーティのアプリケーションインストーラーが、新しいアプリケーションの実行に必要なコンポーネントをディストリビューションのパッケージデータベースから見つけることを可能にする。加えて、新しいメタデータはソフトウェアのビルドに必要なものをインストールすることを容易にし、アップストリームアプリケーションとディストリビューションパッケージのマッチングや、異なるディストリビューション間でのパッケージの対応づけを可能にすることで、パッチの交換プロセスを改善する可能性がある。
AppStreamは、Snap、Flatpak、およびAppImageのようなパッケージ方式にも使用されている。